# Eleonora z Blois
Eleonora z Blois (francouzsky Eléonore de Blois nebo Eléonore de Champagne, † 1147) byla hraběnka z Vermandois a Valois. Roku 1142 byla svým manželem zapuzena a společně s příbuzenstvem žádala u papežského dvora nápravu bezpráví.

## Život
Byla dcera hraběte Štěpána z Blois a Adély, dcery Viléma Dobyvatele. Pravděpodobně v rozmezí let 1120-1125 se stala manželkou Rudolfa z Vermandois, králova bratrance. Rudolf krátce po narození jediného syna při obléhání hradu přišel o oko a král jej jmenoval královským senešalem.
Roku 1142 hrabě Eleonoru zapudil a oženil se s mladou Petronilou, dcerou akvitánského vévody Viléma a sestrou nové francouzské královny. Důvodem bylo údajné příliš blízké příbuzenství, které mu odsvědčili tři francouzští biskupové.
| „                  | Zvěst o křivé přísaze se rozšířila po celém kraji a přičiněním Thibauda ze Champagne se dostala až k papežskému dvoru. Raoulem zapuzená manželka byla jeho neteří a on tu pohanu nemohl snést... | “ |
| — Heřman z Tournai | |   |

Eleonora byla sestrou, ne neteří Theobalda ze Champagne, který se rozhodl bránit rodinnou čest a majetek a na jeho stranu se postavil i Bernard z Clairvaux. Církevní koncil v Lagny potvrdil platnost Rudolfova prvního manželství, papežský legát Yves ze Saint-Laurent suspendoval tři provinilé biskupy a nad hrabětem a jeho hrabstvím vyhlásil interdikt. Král Ludvík VII. stál na straně svého senešala, se svými vojáky napadl hrabství Champagne a po požáru místního kostela se celý život trápil výčitkami nad tisíci ubožáky, kteří tam uhořeli. Roku 1143 zúčastněné strany uzavřely mír. Exkomunikovaný Rudolf zůstal s Petronilou a během královy křížové výpravy byl jedním z regentů království.
Roku 1148 v Remeši došlo ke konsistoři, které se zúčastnila i Eleonora s příbuzenstvem.
| „               | Stěžuješ si, že se ti nedostalo sluchu, že ti bylo způsobeno násilí, protivná strana tě poškodila, navracím tě do míst spravedlnosti, abyste mohli ty a tvoji lidé, stejně jako i hrabě, vypovědět, co budete chtít... | “ |
| — římský biskup | |   |

Eleonora z Blois však pravila, že zpět muže, jehož duše jí byla uloupena, již nechce a manželství bylo rozvedeno za podmínky, že bude opuštěné ženě vráceno věno. Tehdy vyšlo najevo, že k vrácení věna již došlo a hrabě Theobald již odškodnění za sestřinu pohanu dostal. Elonora zemřela zřejmě krátce poté.